# Manu Larcenet
Manu Larcenet, pseudonimo di Emmanuel Larcenet (Issy-les-Moulineaux, 6 maggio 1969), è un fumettista francese.

## Biografia
Emmanuel Larcenet, conosciuto anche come Manu Larcenet, è nato a Issy-les-Moulineaux, Hauts-de-Seine, Francia. Ha studiato arte grafica al liceo di Sèvres e poi ha frequentato la scuola d'arte. Durante il tempo trascorso come cantante in un gruppo punk-rock ha pubblicato i suoi primi disegni in fumetti e fanzine rock. Nell'ottobre 1994 è stato pubblicato sulla rivista francese Fluide Glacial (numero #220) con L'Expert comptable de la jungle, una prima storia rapidamente seguita da altre complete e ripubblicata in seguito nei fumetti, nelle serie Soyons fous, La Loi des séries e Bill Baroud. Nel frattempo Larcenet lavorava attivamente anche per "Les rêveurs de runes". Per questa rivista ed etichetta specializzata nel fantasy ha creato giochi chiamati Raoul, D'ac Raoul e, nel 1997, Dallas cowboy.
Da quell'anno, prima da solo e poi con Gaudelette, ha lavorato per la rivista Spirou, pubblicando tra l'altro Pedro le Coati. Nel 1998, sempre per Dupuis ma con Jean-Michel Thiriet, crea La vie est courte. Altri suoi disegni sono stati raccolti indipendentemente e pubblicati nel 1996 e 1998 in 30 millions d'imbéciles e Ni dieu, ni maître, ni croquettes da Glénat.
Nel 2000 incontra Guy Vidal che diventerà responsabile dell'etichetta Poisson Pilote presso Dargaud. Diventa suo amico e comincia a contribuire all'etichetta Poisson Pilote, disegnando Les cosmonautes du futur su una sceneggiatura di Lewis Trondheim, e poi Les Entremondes con suo fratello Patrice Larcenet. Nel giugno 2001 lascia Parigi per Lione, mantenendo i contatti con Vidal. Su una sceneggiatura di Jean-Yves Ferri ha partecipato a Le retour à la terre. Infine firma da solo i suoi successivi libri: Une aventure rocambolesque de..., Le combat ordinaire (quest'ultimo premiato dal Premio per il miglior album al Festival Internazionale del Fumetto di Angoulême) e la serie Nic Oumouk.
Ha collaborato per anni con la rivista Fluide Glacial. Fra il 2009 e il 2014 ha pubblicato per l'editore Dargaud i quattro volumi della serie "Blast" per la quale ha realizzato la sceneggiatura e i disegni.
Nel 2024 ha realizzato l'adattamento a fumetti del romanzo  La strada di Cormac McCarthy
.

## Premi
- 2004: Premio per il miglior fumetto al Festival Internazionale del Fumetto di Angoulême.
- 2010: Premio della Biblioteca Francese dei Fumetti per il miglior fumetto per il primo volume di Blast.
- 2025: Gran Premio assegnato alla XXXIV edizione del Romics all'opera La strada.[2]

## Opere

### Fumetti
In Italia sono stati pubblicati:
- Come Sopravvivere in Azienda (Guide de la Survie en Entreprise, Q Press), ISBN 88-901023-7-3

- Lo scontro quotidiano - edizione integrale (Combat ordinaire, Coconino Press, 2014) ISBN 978-88-7618-271-6
- Blast 1 - Grassa Carcassa (Blast 1. Grasse Carcasse, Coconino Press, 2012) ISBN 978-88-7618-211-2
- Blast 2 - L'apocalisse secondo San Jacky (Blast 2. L'apocalypse selon Saint Jacky, Coconino Press, 2013) ISBN 978-88-7618-241-9
- Blast 3 - A capofitto (Blast 3. la Tete la première, Coconino Press, 2015) ISBN 978-88-7618-273-0
- Blast 4 - Spero che i buddisti si sbaglino (Blast 4. Pourvu que les Bouddhistes se trompent, Coconino Press, 2015) ISBN 978-88-7618-290-7
- Il rapporto di Brodeck 1 - L'altro (Le Rapport de Brodeck. L'Autre, Coconino Press, 2016) ISBN 978-88-76181-21-4
- Il rapporto di Brodeck 2 - L'indicibile (Le Rapport de Brodeck. L'Indicible, Coconino Press, 2017) ISBN 978-88-76183-32-4
- I supereroi ingiustamente misconosciuti (Les superhéros injustement méconnus, Q Press, 2017) ISBN 978-88-95374-27-7
- Ritorno alla terra - edizione integrale (Le Retour à la terre, Coconino Press, 2017) ISBN 978-88-76183-35-5
- Faremo senza (On fera avec, Coconino Press, 2017) ISBN 978-88-76183-72-0
- Tempo da cani. Un'avventura rocambolesca di Sigmund Freud (Une Aventure rocambolesque de Sigmund Freud - Le temps de chien, Coconino Press, 2018) ISBN 978-88-76183-86-7
- La linea del fronte. Un'avventura rocambolesca di Vincent Van Gogh (Une Aventure rocambolesque de Vincent Van Gogh - La ligne de front, Coconino Press, 2018) ISBN 978-88-76183-89-8

- Il flagello di Dio. Un'avventura rocambolesca di Attila l'Unno (Une aventure rocambolesque de Attila le Hun: le fléau de Dieu, Coconino Press, 2018) ISBN 9788876184055
- I Defunti. Un'avventura rocambolesca del Milite Ignoto (Une aventure rocambolesque du Soldat inconnu: Crevaisons, Coconino Press, 2019) ISBN 9788876184314
- Quasi (Presque,1998, Coconino Press, 2020) ISBN 978-88-7618-528-1
- Terapia di gruppo 1 - La stella danzante (Coconino Press, 2021) ISBN 9788876185571
- Terapia di gruppo 2 - Concepire un'idea (Coconino Press, 2021) ISBN 9788876185793
- Terapia di gruppo 3 - La tristezza durerà per sempre (Coconino Press, 2024) ISBN 9788876186325
- La strada (Coconino Press, 2024) ISBN 9788876187278